# 莱斯皮托
莱斯皮托（法語：Lespiteau，法語發音：[lɛspito]）是法国上加龙省的一个市镇，属于圣戈当区。

## 地理
莱斯皮托（43°4'2"N, 0°45'39"E）面积1.81 平方千米，位于法国奧克西塔尼大區上加龙省，该省份为法国西南部内陆省份，西南端与西班牙接壤，自此顺时针与上比利牛斯省、热尔省、塔恩-加龙省、塔恩省、奥德省和阿列日省接壤。
与莱斯皮托接壤的市镇（或旧市镇、城区）包括：昂科斯莱泰尔姆、潘蒂斯伊纳尔、里约卡泽、苏埃什。

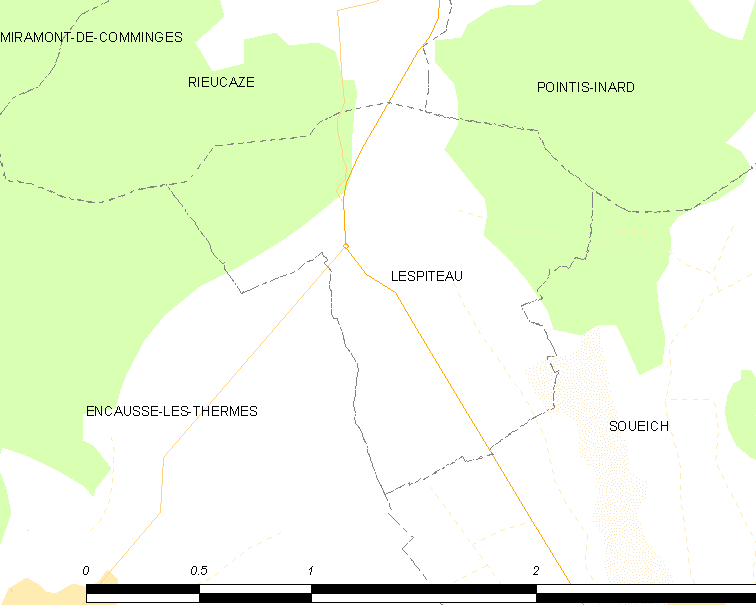
莱斯皮托的OSM定位图

莱斯皮托的时区为UTC+01:00、UTC+02:00（夏令时）。

## 行政
莱斯皮托的邮政编码为31160，INSEE市镇编码为31294。

## 政治
莱斯皮托所属的省级选区为圣戈当县。

## 人口

1962-2008年间莱斯皮托人口变化图示

莱斯皮托于2022年1月1日时的人口数量为79人。